# 立陶宛交通
本文簡述立陶宛的交通現況。

## 鐵路
立陶宛國內鐵路全長1,998公里，其中：
- 1,807 km是寬軌，軌距1,520毫米（4英尺11+27⁄32英寸） &ndash；其中122 km電氣化
- 169 km是窄軌，軌距750毫米（2英尺5+1⁄2英寸）
- 22 km是標準軌，軌距1,435毫米（4英尺8+1⁄2英寸）

立陶宛有開往各鄰國的國際列車。

## 公路
立陶宛國內公路全長21,328.09（13,252.66英里），其中12,912.22 km（8,023.28 mi）經過鋪裝，8,415.87 km（5,229.38 mi）未鋪裝。

## 管道
1992年，立陶宛國內石油管道全長105 km（65 mi），天然氣管道全長760 km（470 mi）。

## 外部連結
- The public transport guide （页面存档备份，存于）